# Kurzschwanz-Stachelratte
Die Kurzschwanz-Stachelratte (Proechimys brevicauda) ist ein im nordwestlichen Südamerika verbreitetes Nagetier in der Gattung der Kurzstachelratten. Die Population wurde längere Zeit als Unterart der Langschwanz-Stachelratte (Proechimys longicaudatus) gelistet. Das Typusexemplar stammt aus der Region Loreto im nordöstlichen Peru.

## Merkmale
Diese mittelgroße Stachelratte wird ohne Schwanz 189 bis 253 mm lang, die Schwanzlänge beträgt 137 bis 167 mm und die Ohren sind 21 bis 23 mm lang. Es kommen Hinterfüße von 46 bis 53 mm Länge vor. Das oberseitige Fell besteht aus einigen 18 bis 20 mm langen Borsten und weichen Haaren. Es ist rotbraun gefärbt und die Intensität der Färbung variiert je nach Verbreitung. Ein orangebrauner Streifen trennt die dunkle Oberseite von der helleren Unterseite. Diese kann je nach Region braun, grau, rotbraun oder fast weiß sein. Bei manchen Exemplaren gibt es nur weißliche Flecke auf der Brust und im Leistenbereich. Typisch für die Füße sind fünf Zehen und eine dunkle Oberseite. Auf dem Schwanz sind nur wenige Haare vorhanden und diese sind kurz. Die Art hat einen massiv gebauten Penisknochen. Der diploide Chromosomensatz kann aus 28 oder 30 Chromosomen bestehen.

## Verbreitung
Die Kurzschwanz-Stachelratte lebt im westlichen Amazonasbecken in Brasilien und in östlichen Bereichen der Anden von Kolumbien über Ecuador und Peru nach Bolivien. Sie hält sich zwischen 200 und 1800 Meter Höhe auf. Die Art bewohnt tropische Regenwälder und aufgeforstete Wälder, die reich an Bambus im Unterwuchs sind. Die Wälder sind oft jahreszeitlich überschwemmt. Manchmal werden Gärten besucht.

## Lebensweise
Die Reviere der Weibchen sind voneinander abgegrenzt und Männchen haben größere Territorien. Laut verschiedenen Studien erfolgt die Paarung zum Ende der Trockenzeit, doch andere Beobachtungen deuten auf eine jahreszeitlich ungebundene Fortpflanzung hin. Pro Wurf werden meist zwei und gelegentlich bis zu vier Nachkommen geboren. In der gleichen Region kommen mehrere andere Gattungsvertreter vor.

## Gefährdung
Soweit bekannt, hat die Art eine geringe Populationsdichte. Aufgrund der weiten Verbreitung und dem guten Anpassungsvermögen wird sie von der IUCN als nicht gefährdet (least concern) gelistet.